# Château de Losse
Lo Château de Losse e i giardini di Losse si trovano nel comune di Thonac, sulle rive della Vézère, a 3 km dalle grotte di Lascaux nel dipartimento della Dordogna. Classificato monumento storico il 5 agosto 1932, è aperto alle visite . Il castello è stato completamente restaurato insieme ai suoi giardini, creando così un notevole complesso rinascimentale. 
Dal 1980 è aperto alle visite e invita a scoprire il Rinascimento attraverso le stanze del Grand Logis fedelmente arredate e rivestite di arazzi del XVI secolo, e i giardini che evocano l'architettura e la storia del luogo. La Guida Verde Michelin gli assegna due stelle ("vale il viaggio"). I giardini sono classificati Jardin Remarquable dal Ministero della Cultura.